# Craig Beach

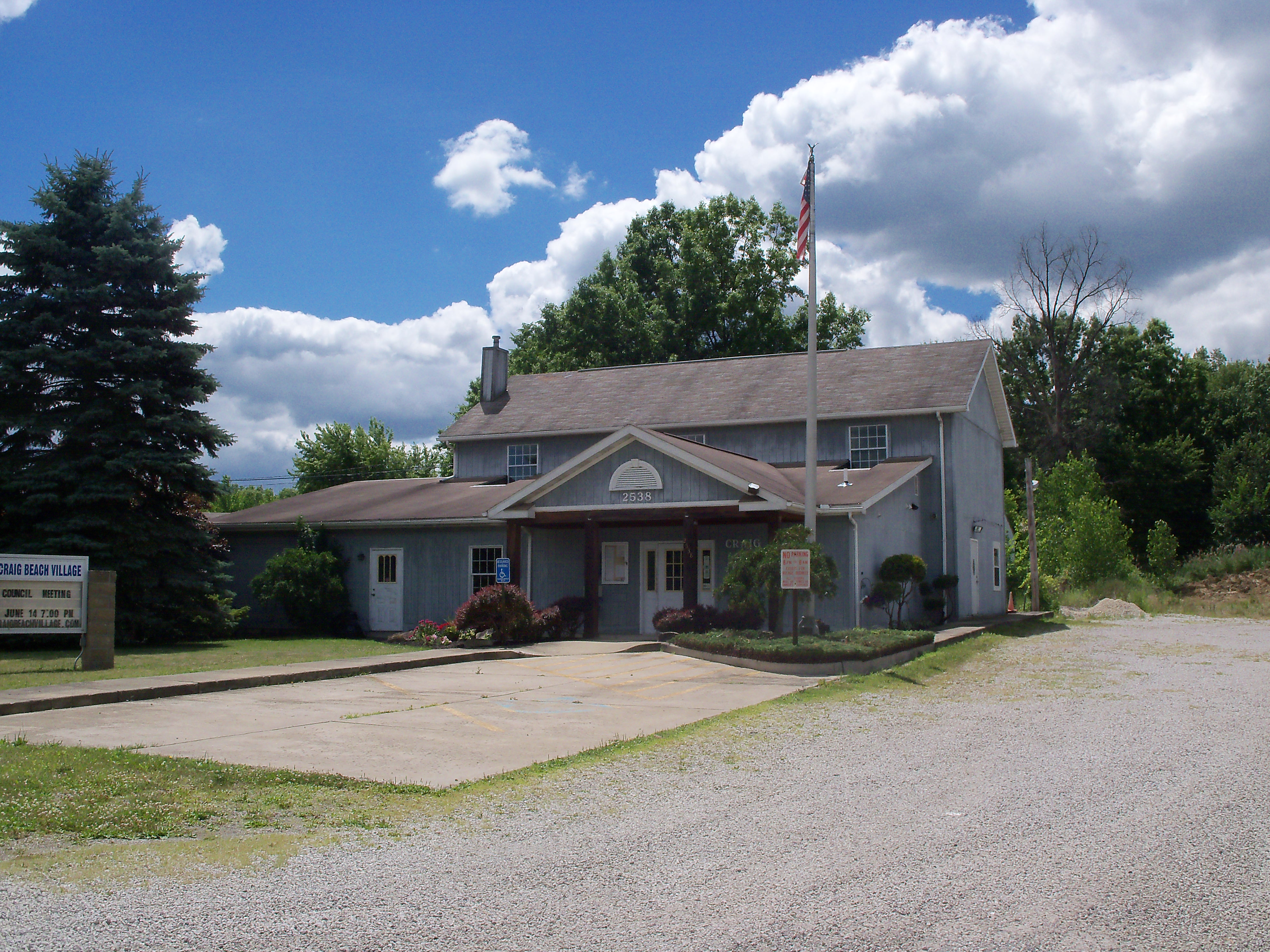
Village Hall

Craig Beach – wieś w hrabstwie Mahoning, w stanie Ohio, USA.
Liczba mieszkańców w 2000 roku wynosiła 1 254.